# 結婚式場
結婚式場（けっこんしきじょう）は、結婚の儀式を執り行う場所。広義では結婚式を行うことを目的とした商業施設の総称。
結婚式にはキリスト式、神前式、人前式、仏前式などがある。近年の日本では本来の教会、神社、寺院での挙式ののち、別の場所で披露宴を行う方式のみならず、教会の礼拝堂や神社の神殿を模した挙式会場と披露宴会場が一体化した施設での結婚式が一般的になっており、そこへ神主や牧師などが出張しそれぞれの儀式が執り行えるようになっている。この様な挙式会場と披露宴会場の一体化した施設を結婚式場と言うことが多い。かつて個人の住居であった屋敷で行う「邸宅結婚式」や旅客船で行う「船上結婚式」などもこの一例である。
この様な一体型結婚式場では結納から結婚式、披露宴、新婚旅行の案内まで全ての用意ができているものもあり、また華やかな演出にも事欠かかず大変便利になっている。
経営母体としては独立企業のほかに、ホテル、宗教団体、冠婚葬祭互助会などが運営している。